# Brian Keenan
Pour les articles homonymes, voir Keenan.
Brian Keenan, né en 1951 à Belfast (Irlande du Nord), est un écrivain irlandais, qui a été otage à Beyrouth au Liban du 11 avril 1986 au 24 août 1990,.

## Œuvres
- An Evil Cradling, 1991
- Turlough, 1996
- Between Extremes: A Journey beyond Imagination (with J. McCarthy), 2000
- Four-Quarters of Light: An Alaskan Journey, 2005
- I'll Tell Me Ma, 2010